# Entroncamento
Entroncamento is een plaats en gemeente in het Portugese district Santarém.
De gemeente heeft een totale oppervlakte van 14 km² en telde 18.174 inwoners in 2001.